# Buleuteri de Delfos
El Buleuteri de Delfos (grec antic: Βουλευτήριον, romanitzat: Būleutērion) era un buleuteri o lloc de reunió del consell de Delfos a la Grècia Central. Les ruïnes se'n troben en el jaciment arqueològic de Delfos, Patrimoni de la Humanitat per la Unesco.

## Descripció
Es va construir en l'època arcaica, al voltant del 600-500 abans de la nostra era. Era la seu de la bule local o consell de Delfos. Era al santuari de Temple d'Apol·lo al llarg de la Via Sagrada, al costat del Tesaurus. L'edifici era una sala de reunions rectangular de grandària relativament menuda amb portes en tres costats. A dins degué haver-hi una columnata i seients de fusta als laterals. A l'edifici s'han trobat inscripcions que han ajudat a identificar-ne la finalitat. Només es conserven els fonaments i altres parts menors de l'edifici.(2)